# Fort Robinson
Fort Robinson és un antic fort de l'exèrcit dels Estats Units (United States Army) a la regió de Pine Ridge (Nebraska) i actualment un parc estatal (state park).
L'agost de 1873, la Red Cloud Agency es va traslladar des del riu North Platte al riu White, prop de l'actual Crawford (Nebraska). El govern dels Estats Units va autoritzar l'establiment d'un campament militar al lloc de l'agència (Agency) que era on vivien uns 13.000 amerindis lakota, alguns d'ells eren hostils, l'agència va ser una font de tensió a les Great Plains.
Aquest campament es va dir Camp Robinson en honor del Lt. Levi H. Robinson, mort pels amerindis el febrer. El mes de maig el campament es va traslladar a 1,5 km de l'agència a l'actual ubicació; el campament el gener de 1878 va ser reanomenat Fort Robinson. Fort Robinson va tenir un paper principal en les Guerres Siouxs de 1876 a 1890. La batalla de Warbonnet Creek hi va tenir lloc a prop el juliol de 1876. Crazy Horse es va rendir allà el 6 de maig de 1877. El 5 de setembre va ser ferit de mort quan es resistia a ser empresonat. A historic plaque marks the site of his death.
El gener de 1879, El Cap Morning Star (també conegut com a Dull Knife) va dur els xeienes del nord des de l'agència, com que els xeienes van refusar tornar al territori indi (Indian Territory), l'exèrcit els va retenir durant l'hivern en molt males condicions i en va matar molts.

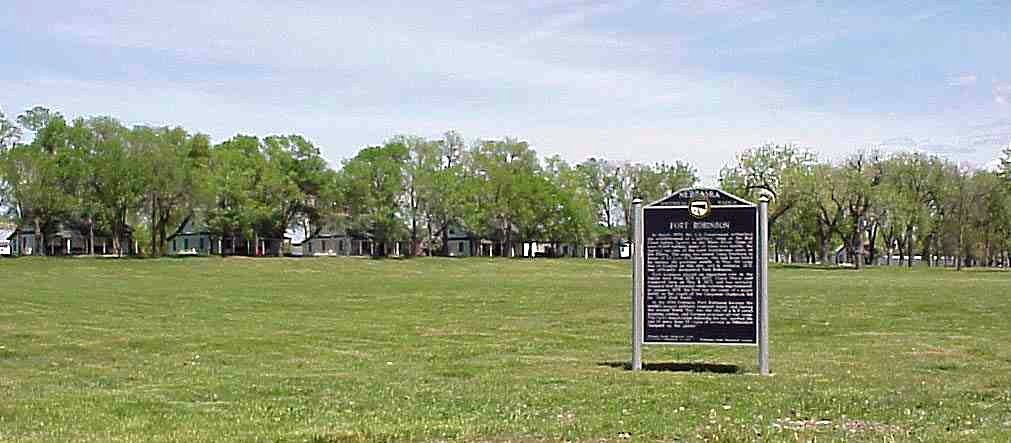
Fort Robinson el 2003

El 1885, el 9è regiment (9th Cavalry Regiment) altrament dit Buffalo Soldiers, es va estacionar a Fort Robinson. Era una unitat totalment composta d'homes afroamericans. Charles Young, un oficial negre graduat a l'Acadèmia Militar dels Estats Units, era, en aquell moment, la persona de raça negra de més rang a la US Army arribant fins al grau de coronel.
L'any 1919, Fort Robinson va esdevenir el lloc de remunta militar (amb cavalls i mules) més gran dels Estats Units. Durant la Segona Guerra Mundial aquest fort va ser un lloc d'entrenament de gossos policies i més tard d'internament de presoners nazis.
L'exèrcit va decidir abandonar Fort Robinson el 1947; i va passar a ser propietat de l'U.S. Department of Agriculture (USDA), per a una estació de recerca en la cria de bovins. Aquest fort va ser declarat un National Historic Landmark el 1960. El USDA l'any 1971 el va transferir a l'Estat de Nebraska.
Hi ha un museu d'història (Fort Robinson Museum)